# Volta à Normandia
A Volta à Normandia (oficialmente: Tour de Normandíe) é uma competição de ciclismo por etapas francesa que se disputa em Normandia, no final do mês de março.
Começou-se a disputar em 1939 ainda que muitas dessas primeiras edições foram amadoras não se regularizando como corrida profissional desde 1996. Desde a criação dos Circuitos Continentais UCI em 2005 pertence ao UCI Europe Tour, dentro da categoria 2.2 (última categoria do profissionalismo).

## Palmarés
| Ano                                             | Vencedor            | Segundo                    | Terceiro             |
| ----------------------------------------------- | ------------------- | -------------------------- | -------------------- |
| 1939                                            | Guillaume Godère    | Georges Gourhand           | Ernest Jouen         |
| 1940-1955 edições não realizadas                |                     |                            |                      |
| 1956                                            | Amand Audaire       | Eugène Letendre            | Laurent Cariou       |
| 1957                                            | Pierre Gouget       | Jean Bourlès               | Pierre Barbotin      |
| 1958                                            | Joseph Wasko        | Elie Lefranc               | Fernand Lamy         |
| 1959                                            | Laurent Leboulanger | Henri Duez                 | Elie Lefranc         |
| 1960-1980 edições não realizadas edições amador |                     |                            |                      |
| 1981                                            | Michel Riou         | Peter Loosli               | Michel Riou          |
| 1982                                            | Daniel Leveau       | Vincent Barteau            | Ole Byriel           |
| 1983                                            | Yvan Frebert        | Frits Schür                | Henk van Weers       |
| 1984                                            | Mario Kummer        | Bernd Drogan               | Ole Erichsen         |
| 1985                                            | Paul Curran         | Peter Hofland              | Hervé Henriet        |
| 1986                                            | Nencho Staykov      | Vladimir Vavra             | Keith Reynolds       |
| 1987                                            | Yvan Frebert        | Thierry Barrault           | Jean-Luc Aulnette    |
| 1988                                            | Viatcheslav Ekimov  | Dimitri Zhdanov            | Anthony Theus        |
| 1989                                            | Sébastien Flicher   | Gérard Picard              | Viatcheslav Ekimov   |
| 1990                                            | Dimitri Zhdanov     | Patrick Botherel           | Richard Vivien       |
| 1991                                            | Stéphane Heulot     | Eddy Seigneur              | Mijaíl Orlov         |
| 1992                                            | Thierry Dupuy       | Didier Faivre-Pierret      | Matt Illingworth     |
| 1993                                            | Emmanuel Mallet     | Mike Weissmann             | Stefan Sels          |
| 1994                                            | Saulius Šarkauskas  | Ivan Romanov               | Remigijus Lupeikis   |
| 1995                                            | Ole Sigurd Simensen | Jens Voigt                 | Gorazd Štangelj      |
| edições profissionais                           |                     |                            |                      |
| 1996                                            | Frédéric Pontier    | Jacky Durand               | Stéphane Barthe      |
| 1997                                            | Glenn Magnusson     | Jacek Mickiewicz           | Cezary Zamana        |
| 1998                                            | Torsten Schmidt     | Andreas Klöden             | Thierry Gouvenou     |
| 1999                                            | Steffen Kjærgaard   | Saulius Ruškys             | Thierry Gouvenou     |
| 2000                                            | Ludovic Auger       | Anthony Morin              | Guillaume Auger      |
| 2001                                            | Thor Hushovd        | Cédric Loué                | Marcus Ljungqvist    |
| 2002                                            | Jérôme Pineau       | Jørgen Bo Petersen         | Arkadiusz Wojtas     |
| 2003                                            | Samuel Dumoulin     | Dimitry Muravyev           | Krasimir Vasiliev    |
| 2004                                            | Thomas Dekker       | Joost Posthuma             | Arkadiusz Wojtas     |
| 2005                                            | Kai Reus            | Stéphane Pétilleau         | Martín Garrido       |
| 2006                                            | Kai Reus            | Alexander Khatuntsev       | Jos van Emden        |
| 2007                                            | Martijn Maaskant    | Kristoffer Gudmund Nielsen | Tom Leezer           |
| 2008                                            | Antoine Dalibard    | Thomas Berkhout            | Christofer Stevenson |
| 2009                                            | Bram Schmitz        | Thomas Berkhout            | Benoît Sinner        |
| 2010                                            | Ronan van Zandbeek  | Freddy Bichot              | José Herrada         |
| 2011                                            | Alexandre Blain     | Mathieu Simon              | Wesley Kreder        |
| 2012                                            | Jérôme Cousin       | Guillaume Malle            | Alexandre Pliușchin  |
| 2013                                            | Silvan Dillier      | Alexandre Blain            | Dylan van Baarle     |
| 2014                                            | Stefan Küng         | Benoît Jarrier             | Reidar Borgersen     |
| 2015                                            | Dimitri Claeys      | Alex Peters                | Tom Scully           |
| 2016                                            | Baptiste Planckaert | Olivier Pardini            | Benoît Sinner        |
| 2017                                            | Anthony Delaplace   | Justin Mottier             | Justin Jules         |
| 2018                                            | Thomas Stewart      | Alexander Krieger          | Bjørn Tore Hoem      |
| 2019                                            | Ole Forfang         | Arvid de Kleijn            | Trond Trondsen       |
| 2022                                            | Mathis Le Berre     | Thomas Bonnet              | Paul Penhoët         |

## Palmarés por países
| País          | Vitórias |
| ------------- | -------- |
| França        | 21       |
| Países Baixos | 6        |
| Noruega       | 4        |
| Rússia        | 2        |
| Alemanha      | 2        |
| Suíça         | 2        |
| Bélgica       | 2        |
| Reino Unido   | 2        |
| Lituânia      | 1        |
| Suécia        | 1        |
| Bulgária      | 1        |

## Ligações Externas
«Sítio oficial»